# Башкуль
Башку́ль (каз. Баскөл) — село у складі Бескарагайського району Абайської області Казахстану. Входить до складу Баскольського сільського округу.
Населення — 361 особа (2021; 500 у 2009, 603 у 1999, 683 у 1989).
Національний склад станом на 1989 рік:
- казахи — 59 %
- татари — 36 %

Станом на 1989 рік село називалось Басколь.